# Michael Bates (athlétisme)
Pour les articles homonymes, voir Michael Bates et Bates.
(en) Statistiques sur pro-football-reference
Michael Dion Bates (né le 19 décembre 1969 à Victoria) est un athlète américain spécialiste du 200 mètres puis fut footballeur américain.

## Carrière

### Palmarès d'athlète
| Date | Compétition           | Lieu      | Résultat | Épreuve    | Performance |
| ---- | --------------------- | --------- | -------- | ---------- | ----------- |
| 1991 | Universiade d'été     | Sheffield | 1er      | 100 mètres | 10 s 17     |
| 1992 | Jeux olympiques d'été | Barcelone | 3e       | 200 mètres | 20 s 38     |

### Records d'athlète
| Épreuve    | Performance | Lieu   | Date         |
| ---------- | ----------- | ------ | ------------ |
| 200 mètres | 20 s 01     | Zurich | 19 août 1992 |